# خافيير جارسيا كارلوس
خافيير جارسيا كارلوس (بالإسبانية: Javi Gracia) (1 مايو 1970 إسبانيا - ) هو لاعب كرة قدم إسباني، يلعب كلاعب وسط.

## وصلات خارجية
خافيير جارسيا كارلوس على موقع قاعدة بيانات كرة القدم.إي يو (الإنجليزية)
- خافيير جارسيا كارلوس على موقع ليكيب (الفرنسية)
- خافيير جارسيا كارلوس على موقع Soccerway.com (الإنجليزية)
- خافيير جارسيا كارلوس على موقع عالم كرة القدم.نت (الإنجليزية)